# Термінатор II
«Термінатор II» (італ. Terminator II) — італійський фантастичний бойовик 1989 р. сценариста Клаудіо Фрагассо та режисера Бруно Маттеї. Фільм не є продовженням відомого «Термінатора». Подібна назва картини є прокатною тільки для італійського ринку. Інша назва — «Shocking Dark» (укр. Шокуюча темрява). Сюжет має більше спільного з х/ф 1986 р. Чужі. Через рік після фільму Маттеї вийшов Термінатор 2: Судний день. Фільм Термінатор II не був випущений у США під початковою назвою через ліцензійні проблеми.

## Сюжет
Майбутнє. Венеція піддається хімічному зараженню. Спеціалізований загін військовиків відправляється в підземелля і тунелі міста з метою пошуку всіх можливих живих, порятунку їх від хімічної загрози та виниклих у результаті неї мутованих монстрів.

## Ролі
- Крістофер Аренс — Самуель Фуллер
- Хевн Тайлер — Сара
- Джеретта Джеретта — Костер
- Фаусто Ломбарді — лейтенант Фанціні
- Марк Стейнборн — Далтон Бонд
- Домініка Соулсон — Саманта

## Критика
Рейтинг фільму на сайті IMD становить 4,8/10.